# مهاجر اقتصادي
المهاجر الاقتصادي هو شخص يهاجر من منطقة إلى أخرى، بما في ذلك عبور الحدود الدولية، سعياً لتحسين مستوى المعيشة ، لأن الظروف أو فرص العمل في منطقة المهاجر نفسها غير كافية.   تستخدم الأمم المتحدة مصطلح العامل المهاجر. 
على الرغم من أن مصطلح المهاجرين الاقتصاديين قد يتم الخلط بينه وبين مصطلح اللاجئ، إلا أن المهاجرين الاقتصاديين يغادرون مناطقهم في المقام الأول بسبب الظروف الاقتصادية القاسية، بدلاً من الخوف من الاضطهاد على أساس العرق أو الدين أو الجنسية أو الرأي السياسي أو العضوية في مجموعة اجتماعية معينة.  لا يكون المهاجرون الاقتصاديون عمومًا غير مؤهلين للحصول على اللجوء، ما لم تكن الظروف الاقتصادية التي يواجهونها شديدة بما يكفي لتسببت في عنف عام أو عطلت النظام العام بشكل خطير.

## الشرعية
دول كثيرة تقيد الأشخاص من دخول حدودهم للعمل، ما لم يتم منحهم تأشيرة تسمح لهم بالتحديد بالعمل في الدولة. قد يتعرض المهاجرون الذين يبحثون عن عمل بأجر بعد دخولهم دون تصريح للعمل إلى الترحيل. 

## المميزات والعيوب
مع الهجرة الاقتصادية على نطاق واسع، فإن غالبية المهاجرين هم في كثير من الأحيان في سن العمل، تعرفها منظمة التعاون الاقتصادي والتنمية بأنها 15-64 سنة من العمر. في حالات كهذه، يمكن أن تتسبب الهجرة في ضغوط اقتصادية - مع خروج الأشخاص في سن العمل من المنطقة، يبقى كبار السن والشيوخ.
ومع ذلك، يمكن للهجرة الجماعية للأشخاص في سن العمل أن تخفف الضغط على سوق العمل والموارد الحالية في المنطقة. المهاجرون أيضا يحولون الثروة إلى مناطقهم الأصلية وهما: البنك الدولي يقدر أن التحويلات بلغت 420 مليار دولار أمريكي في عام 2009، والتي ذهب 317 مليار دولار منها إلى البلدان النامية. 
بالنسبة للمناطق المضيفة، يعد تدفق أعداد كبيرة من المهاجرين في سن العمل مصدرًا للعمالة الرخيصة. في بعض الحالات، فإن المهاجرين الاقتصاديين يتمتعون بمهارات عالية ويبحثون عن وظائف متخصصة غير متوفرة في مناطقهم الأصلية. كما يمكن لتدفق المهاجرين زيادة التنوع الثقافي. 

## سوق العمل
على مدى السنوات العشر الماضية، شكل المهاجرون 47 ٪ من الزيادة في قوة العمل في الولايات المتحدة، وأكثر من 70 ٪ من الزيادة في أوروبا، كما أفادت منظمة التعاون الاقتصادي والتنمية في عام 2012.
يملأ المهاجرون منافذ مهمة في سوق العمل، ويسهمون بشكل كبير في مرونة سوق العمل، خاصة في أوروبا. الدراسات الحديثة من تقرير منظمة التعاون الاقتصادي والتنمية أن المهاجرين يلعبون دورًا حاسمًا في سوق العمل: في الولايات المتحدة، شكل المهاجرون 22٪ من المشاركات في أسرع المهن نمواً و 15٪ في أوروبا (الرعاية الصحية، العلوم والتكنولوجيا والهندسة والرياضيات، إلخ. ).
يمثل المهاجرون أيضًا تمثيلًا عاليًا في أبطأ المهن نموا، ويشكلون ما يقرب من 28٪ من المشاركات الجديدة في الولايات المتحدة و 24٪ في أوروبا. في الولايات المتحدة، هذه المهن في المقام الأول في الإنتاج والصناعات الأخرى التي يعتبرها العمال المنزليون غير جذابة؛ في غياب الطلب على هذه المهن، يملأ العمال المهاجرون هذه القطاعات.
في بلدان منظمة التعاون الاقتصادي والتنمية، يمثل تدفق المهاجرين أقل من 0.5 ٪ + / - تغير في الناتج المحلي الإجمالي. الاستثناءات من ذلك هي سويسرا ولوكسمبورغ، اللتين قاربت فائدة صافية بنسبة 2٪ من الناتج المحلي الإجمالي بسبب المهاجرين. 